# めざまし新聞for BIZ
『めざまし新聞for BIZ』（めざまししんぶん フォー・ビズ）は、2003年3月31日から同年6月27日までフジテレビで生放送されていた早朝の情報番組。

## 概要
『めざまし新聞』をリニューアル。経済を切り口にした情報番組。経済ニュースの他、コメンテーターによる解説、マーケット情報、またビジネスの視点から捉えたニュースなどを放送。
放送時間は4:30 - 5:25（JST）。ちなみにニューヨーク証券取引所の取引は番組放送中の5:00（現地時間は前日16:00）。5:00をはさんだ2部構成で、東海テレビ放送とテレビ西日本は5:00 - 5:25までネット。2003年6月27日放送終了、7月からは『めざビズ』にリニューアルされる。

## 出演者
松尾、勝以外は『めざビズ』にも引き続き出演している。
| 月曜日                       | 火曜日               | 水曜日                                         | 木曜日                            | 金曜日                               |
| ---------------------------- | -------------------- | ---------------------------------------------- | --------------------------------- | ------------------------------------ |
| 松尾紀子                     | 松尾紀子             | 勝恵子                                         | 勝恵子                            | 勝恵子                               |
| 岡田浩揮                     | 岡田浩揮             | 渡邉卓哉                                       | 渡邉卓哉                          | 渡邉卓哉                             |
| 相川梨絵                     | 相川梨絵             | 梅津弥英子                                     | 梅津弥英子                        | 梅津弥英子                           |
| シンクタンク                 |                      |                                                |                                   |                                      |
| 松本大（マネックス証券社長） | 末永徹（経済評論家） | 櫨浩一（ニッセイ基礎研究所チーフエコノミスト） | 山崎元（UFJ総合研究所主任研究員） | 渋谷和宏（作家、経済ジャーナリスト） |

## 主なコーナー
- めざビズ シンキング
- 英ちゃんに聞け!
- ビズすぽ
- わらしべ天気
- めざましセラピー for BIZ